# NGC 4515
NGC 4515 (другие обозначения — UGC 7701, MCG 3-32-65, ZWG 99.86, VCC 1475, PGC 41652) — галактика в созвездии Волосы Вероники.
Этот объект входит в число перечисленных в оригинальной редакции «Нового общего каталога».